# قائمة أنهار مولدوفا

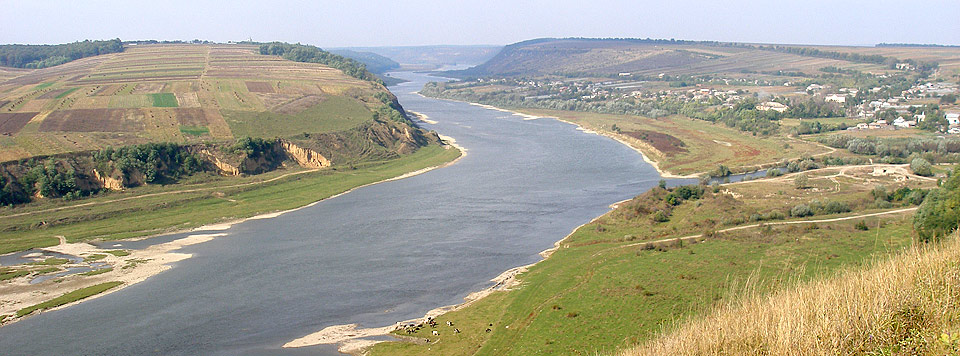
عند ملتقى نهر سيريت ونهر دنيستر

توجد بمولدوفا عدة أنهار نذكر:
1-	نهر بيك
2-	نهر كوجالنيك
3-	نهر دنيستر
4-	نهر بروت
5-	نهر راوت